# Eremedaille van de Minister van Buitenlandse Zaken

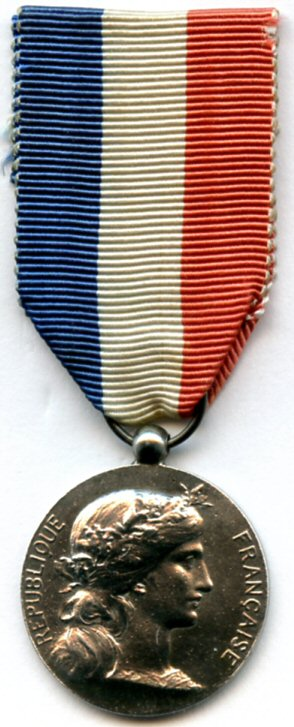
Eremedaille van de Minister van Buitenlandse Zaken, zilver rang, 1887-2010

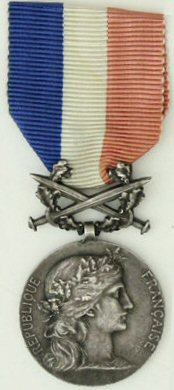
Eremedaille van de Minister van Buitenlandse Zaken voor buitenlands militair personeel, zilver rang, 1917

De Eremedaille van de Minister van Buitenlandse Zaken (Frans: Médaille d’honneur des Affaires étrangères) is een Franse onderscheiding. Deze eremedaille werd op 6 juli 1887 door president Jules Grévy ingesteld als vervanging van oudere koninklijke en keizerlijke medailles die voor daden van moed en toewijding van Fransen in het buitenland werden toegekend. De medaille wordt ook weleens Eremedaille van de President van de Republiek genoemd omdat ook de president van de Franse Republiek de medaille toekent.
De medaille werd op initiatief van minister van Buitenlandse Zaken Emile Flourens ingesteld. De minister beschikte niet over passende onderscheidingen voor Fransen die zich in de Franse protectoraten door moed en zelfopoffering hadden onderscheiden. De Franse koloniale orden leenden zich daar niet voor. Het Legioen van Eer was soms te hoog gegrepen. De onder Franse invloed gebrachte Afrikaanse en Aziatische landen zèlf bezaten vaak geen passende onderscheidingen. Alleen voor reddingen op zee beschikte de Franse regering over de Eremedaille voor Handelingen van Toewijding en Redding van de minister van Marine. Voor andere reddingspogingen, bijvoorbeeld bij brand, bestond nog geen passend eerbetoon.
Deze medaille wordt toegekend voor uitzonderlijke verdiensten door ambtenaren en Franse militairen in het buitenland. De medaille kan ook worden toegekend aan Franse burgers en aan zich voor Frankrijk verdienstelijk hebben gemaakt of uitzonderlijke daden van moed en toewijding, tijdens het redden van Fransen, hebben laten zien. De Eremedaille van de Minister van Buitenlandse Zaken kan ook postuum worden toegekend.
De medaille wordt door de minister van Buitenlandse Zaken toegekend. Hij doet dit op voordracht van de hoofden van de diplomatieke en consulaire posten (ambassadeurs en consuls-generaal of consuls). Ook de ministeriële directeuren en hoofden van dienst mogen voordrachten indienen.
Sinds 1887 werd de medaille in de drie volgende klassen of échelons uitgereikt:
- een bronzen medaille voor 20 jaar dienst
- een zilveren medaille voor 25 jaar van dienst
- een verguld zilveren medaille (Vermeil) voor 30 jaar dienst

Behalve een medaille ontvangt men ook een diploma.
Tijdens burgeroorlogen en oorlogen wordt de medaille ook als militaire onderscheiding uitgereikt. Voorwaarde is dat de gedecoreerde militair of burger dan "onder vijandelijk vuur" moet hebben gelegen. In dat geval krijgt de medaille een verhoging in de vorm van een ring van eikenbladeren met daarop twee ontblote zwaarden. Deze militaire onderscheiding wordt in de drie volgende klassen of échelons uitgereikt:
- een bronzen medaille voor de manschappen;
- een zilveren medaille voor onderofficieren
- een verguld zilveren (vermeil) medaille voor officieren. Deze klasse is opgeheven in 2010[3]
- de gouden medaille voor officieren. Deze klasse is ingesteld in 2010[3]

Behalve een medaille ontvangt men ook een diploma.

## De medaille
De medailles van tussen 1870 en 1875 dragen op de voorzijde de beeltenis van een naar rechts kijkende "Marianne". Het rondschrift luidt "RÉPUBLIQUE FRANÇAISE".
De huidige Eremedaille van de Minister van Buitenlandse Zaken wordt aan een lint in de kleuren van de Franse vlag gedragen. Sinds het besluit van 30 augustus 2010 draagt men op het lint een bronzen, zilveren of gouden gesp, afhankelijk van het metaal van de medaille.
Op de voorzijde van de door Jean-Baptiste Daniel-Dupuis ontworpen ronde medaille is "Marianne", zinnebeeld van de Franse Republiek, naar links kijkend afgebeeld. Het rondschrift luidt RÉPUBLIQUE FRANÇAISE. Op de keerzijde is binnen een krans van lauweren en eikenbladeren ruimte voor een incriptie.
De medaille heeft een diameter van 27 millimeter.
Militairen kregen tussen juli 1887 en oktober 1917 dezelfde medaille, maar met twee gekruiste zwaarden op de draagring tussen medaille en lint. Zwaarden en ring zijn uitgevoerd in hetzelfde metaal als de medaille.
In oktober 1917 werden de twee zwaarden op een draagring in de vorm van een eikenkrans gelegd. Deze versie wordt in 2014 nog steeds uitgereikt. Zwaarden, bladeren en ring zijn uitgevoerd in hetzelfde metaal als de medaille.

## Protocol
Het is gebruik om de Franse medailles op 1 januari en 14 juli uit te reiken. Dat gebeurt tijdens parades en plechtigheden. De onderscheidingen worden de onwaardige, want wegens een misdrijf veroordeelde, dragers ook weer ceremonieel afgenomen. Wanneer men op uniformen geen modelversierselen draagt is een kleine rechthoekige baton in de kleuren van het lint voorgeschreven.
De medaille wordt ook als miniatuur gedragen op bijvoorbeeld een rokkostuum.